# 계성여자중학교 (부산)
계성여자중학교는 부산광역시 서구에 있었던 사립 중학교이다.

## 연혁
- 1956년 : 남성여자중학교에서 분리하여 개교
- 2000년 : 도심 공동화로 인한 학생수 감소로 인하여 폐교[1]

## 폐교 이후
폐교 이후, 계성여자중학교 교사는 현재 경성전자고등학교에서 사용중이다.